# Pochade
No ho confongueu amb la veu castellana "puchada", ni amb l'expressió també castellana "pochada", probablement derivada de la primera i que ni tan sols apareix en el DRAE.
Una "pochade" (del francès "poche", butxaca) és un determinat esquema pictòric originari d'un tipus de tècnica ràpida associada a la modalitat de pintura a l'aire lliure. Així, a diferència tècniques més properes a l'art lineal com el croquis o l'esbós, amb la pochade s'intenten capturar els colors i l'atmosfera d'una escena desvinculant-se d'una "correcta" representació dels espais, les figures o dels detalls que hi apareixen. Elements aquests darrers que són omesos o sacrificats en favor de la captura d'una il·luminació canviant. Previs doncs a la confecció de l'obra definitiva.
Anthea Callen —en el seu llibre dedicat a l'impressionisme— després de situar l'aparició del terme "pochade" en els catàlegs de certs galeristes entre finals del s.XIX e inicis del s.XX, rastreja una definició de pochade del 1884 que ve a dir el següent: "gargotejar un esbós, dibuixar ràpidament, pintar un esquema amb pocs tocs enèrgics que mantinguin la vivesa d'allò representat. Paisatge animat amb figures animosament esbossades."
L'origen del terme pochade sembla remetre a la utilització d'un suport pictòric de format petit i portàtil. Tal com de fet ho entendrien, per exemple, pintors com Robert Henri i James Wilson Morrice, en utilitzar uns petits panells de fusta que podien ser encabuts en la butxaca de les seves jaquetes juntament als tubs de pintura a l'oli que utilitzarien per tacar-los. D'altra banda, paisatgistes com John Constable, realitzarien pochades a la mateixa mida de l'obra final prevista; mentre que altres com Carl Melegari i Anthony Bridge, les prendrien ja per definitives (cosa que d'altra banda, pot ser vista com una mera reafirmació d'un tipus de gènere pictòric ja en circulació per part de galeristes i col·leccionistes d'art).
Finalment —tot i que en anglès i en àmbits propers a l'escenografia o al dibuix animat, les pochades són designades a través de paraules com "art-concept", "color-concept" o "concept art"— el terme pochade continua apareixent tant per anomenar aquest tipus d'esbossos així com per donar nom a certes capces de pintura a l'aire lliure o galeries d'arreu.